# 池田市立五月山動物園
池田市立五月山動物園（いけだしりつ さつきやまどうぶつえん）は、大阪府池田市の五月山公園にある動物園。1957年（昭和32年）4月に開園した。
五月山山麓に立地している。広さおよそ3000平方メートル、敷地面積約4500平方メートルで、日本動物園水族館協会に加盟している動物園としては鯖江市西山動物園に次いで日本で2番目に小さい動物園である。

## 歴史
1949年（昭和24年）より五月山公園としての整備が開始され、1957年（昭和32年）、動物園の施設整備に伴い、宮城県の金華山より動物（シカ）を移入して開園。1967年（昭和42年）、池田市とオーストラリア・タスマニア州のローンセストン市の姉妹都市提携を記念して、ローンセストン市からアカクビワラビー（ベネットワラビー）が寄贈される。また、1970年（昭和45年）、日本万国博覧会のため披露されたヒツジ（黒羊）2頭、ワラビーなど全7頭が、都市提携の親善使節としてオーストラリアより寄託される。
1990年（平成2年）5月、池田市とローンセストン市の姉妹都市提携25周年を記念して、ローンセストン市から、ワイン、ワンダー、ティアの3頭のウォンバットが寄贈される。1992年（平成4年）、ワイン（雄）とワンダー（雌）の間にサツキが生まれる。これはオーストラリア国外で初めてのウォンバットの繁殖であった。続く1993年（平成5年）にはサクラが生まれる。同年、日本動物園水族館協会より繁殖表彰を受賞する。
2000年（平成12年）10月、エミューのほか、マーラ、ウサギ、モルモットなどの飼育が始まり、ふれあい広場が設けられる。2003年（平成15年）12月に、ウォンバットのティア（雌）が14歳で死亡し、2005年（平成17年）8月、サクラ（雌）も11歳で死亡する。2007年（平成19年）11月、ローンセストン市により、雄と雌のウォンバット2頭が来園し、フク（雄）とアヤハ（雌）と名付けられる。同年、ケヅメリクガメの飼育が始まる。2009年（平成21年）4月、「ウォンバットてれび」にて園内のウォンバットのライブ映像の公開が開始される。翌2010年（平成22年）5月、アヤハが5歳で急死。2011年（平成23年）12月には、サツキ（雌）が19歳で死亡する。
2009年（平成21年）10月上旬、死亡した2歳のニホンジカ（ホンシュウジカ）が結核に感染していた疑いがあるとして、1週間余り臨時休園した。休園中、残ったシカの検査を行った結果、5頭が発症していないものの感染していることが判明し、殺処分された。また、翌2010年（平成22年）1月にも4歳の1頭が死亡し、全18頭のうち12頭の感染が認められたことから、全頭処分された。
2010年（平成22年）、イリュージョニストの引田天功によって、アルパカのオークン（雄）とプリン（雌）が寄贈され、那須アルパカ牧場より来園。2014年（平成26年）12月には、オークンとプリンの間にケークンが生まれたが、翌2015年（平成27年）2月末に亡くなる。

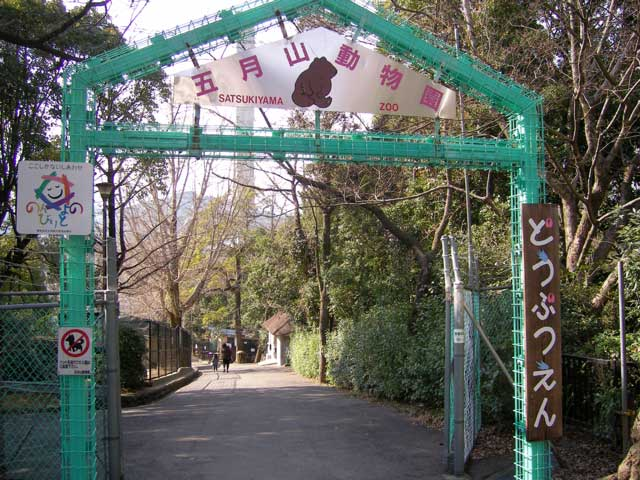
五月山動物園旧ゲート

2012年（平成24年）1月、30年余りにわたって飼育されたカニクイザル（雄）のサチ、アカゲザル（雌）のフクがともに死亡する。同年9月、園内展示室「アップル（アイ）ランド」が開設される。2014年（平成26年）3月末、五月山公園の改修に伴い、動物園南西側の敷地1590平方メートルがふれあい動物園（「五月山ふれあい動物園〈森のパレット〉」）として整備されるとともに、同月、五月山動物園の入場ゲートが新たに寄贈される。
2017年（平成29年）2-3月、ウォンバット舎とワラビー舎が改修される。同年10月、ローンセストン市との姉妹都市提携50周年を記念して、タスマニア州の動物園から3頭のウォンバットが贈られ、それぞれマル、コウ、ユキと名付けられる。同年11月下旬、雌のウォンバット、ワンダーが28歳で死亡する。2018年（平成30年）8月8日から10月1日にかけて、ウォンバットをモチーフにしたゆるキャラの名前の公募が行われ、応募総数196件の中から、11月10日、「ウォンちゃん」に決まる。2019年（令和元年）12月21日、雌のウォンバット、マルが3歳（4歳〈2015年12月生まれ〉）で死亡する。2020年（令和2年）1月、オーストラリア森林火災で野生動物に被害がおよんでいることを受けて、支援のための募金箱が設置された。
2021年（令和3年）1月、ウォンバットのワインが32歳を迎え、オーストラリアの動物園で2017年まで生きたウォンバット最高齢と並ぶ。2022年（令和4年）1月には33歳となり最高齢を更新し、同年2月、ギネス世界記録に認定された。同年11月、アカクビワラビーのチョコ（雌）とミント（雌）の姉妹およびミチト（雄）の3頭が天王寺動物園より来園し、全8頭になる。翌2023年（令和5年）2月27日、ミントの子の誕生が確認される。同年12月13日、ウォンバットのコウ（雄）が7歳で死亡した。
2024年（令和6年）4月19日、大阪府池田市が、当動物園で暮らすウォンバットの魅力を広めてもらおうと、乃木坂46の与田祐希を「池田市ウォンバット応援大使」に任命した。
同年6月1日よりリニューアル工事のため一時閉鎖。2025年（令和7年）1月20日より仮獣舎による部分開園を再開。

## 施設
開園時間
午前9時15分から午後4時45分まで（ふれあい広場は、午前11時から12時15分、午後1時45分から2時40まで）
入園料
- 無料
- 餌やり 約300円

休園日
毎週火曜日（火曜日が祝日の場合は翌日）

## 主な飼育動物

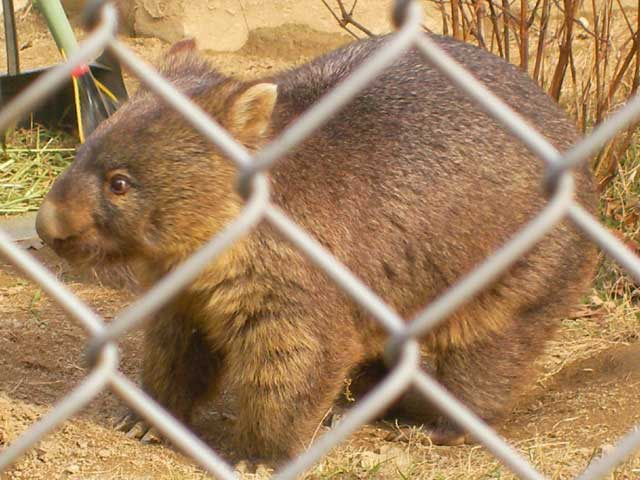
ウォンバット（ヒメウォンバット）「ワイン」雄（2007年3月）

- ウォンバット
- アカクビワラビー（ベネットワラビー）
- アルパカ
- エミューなど

## 動物園を舞台にした作品
- 絵本『さつきやま ウォンバット物語』川田敦子（池田市公共施設管理公社）2007年

## 交通アクセス
- 池田駅（阪急宝塚本線）から徒歩約15分[52]。
- 池田駅（北口）から阪急バスで「五月山公園・大広寺」[52]下車徒歩3分[53]。